# Maczó Péter
Maczó Péter 1949-ben született Budapesten. Nyomdamérnök, iparművész.

## Élete

### Tanulmányai
Közgazdasági technikusi érettségi és egy sikertelen képzőművészeti felvételi után kéziszedő tanulónak ment. Saját bevallása szerint ez életre szóló élményt jelentett számára, meghatározó döntés volt a találkozás a betűkkel és az alkalmazott grafikával. A Könnyűipari Műszaki Főiskolán nyomdamérnöki diplomát szerzett 1977-ben.
Másoddiplomáját a Magyar Iparművészeti Egyetemen mint művészeti menedzser szerezte.
Harmadik diplomája pedig formatervező művész, ez irányú tanulmányait a Nyugat-magyarországi Egyetem Alkalmazott Művészeti Intézetében végzett jeles eredménnyel mint forma/csomagolástervező.

### Munkássága
1982 óta folyamatosan oktat a Magyar Iparművészeti Főiskola Typografikai tanszékén, majd 1988-tól megszűnéséig a gyakorlati képzés intézetének igazgatója. Egyetemi docens, az 1985-ben indított felsőfokú tipográfusképzés vezetője.
1989-től az 1996-ra tervezett osztrák-magyar közös rendezésű Budapest-Bécs világkiállítás (Expo’96) felkért grafikai menedzsere 2 évig.
1990 óta néhány megvalósult arculattervezése: Videoton, Magyar Villamos Művek, B+V Kiadó, Etalon Stúdió, TÁRKI, Magyar Energetikai Társaság, Magyar Atomenergia Hivatal, Állami Nyomda, Budapest-Bécs Világkiállítási Programiroda, Magyar Urbanisztikai Társaság.
Pályázatnyertes és bevezetett laptervei: Magyar Napló, Cégvezetés, Privát Profit, Napi Gazdaság.
1998-tól öt éven át a Szép Magyar Könyv verseny főzsűrijének tagja, három ízben elnöke.
2002-től a Magyar Grafika tervezője, művészeti vezetője, – Grafika a grafikában rovat szerkesztője. 2006-ban Nívódíjat, 2009-ben Magma-díjat nyer. 2004 a német Ludwig Alapítvány ösztöndíjának nyertese Typographie in Praxis
2005-től a nagyváradi Partium Egyetem vendégtanára, írástörténetet és tipográfiát oktat.
A Pro Typographia termékverseny zsűrijének tagja, eddig két ízben elnöke.
2006 A csomagolásról – történet és tervezés. Tanulmánykönyv a reklám, a csomagolástörténet és a csomagolás [elsősorban] grafikai tervezéséről
Doesburg-tipojátékok Theo van Doesburg betűtípusára.
2007-ben a Stiftung Buchkunst, Frankfurt által szervezett Best Book of the World nemzetközi könyv verseny főzsűrijének meghívott tagja 
2008-ban elkészül az Infodesignról szóló tanulmánykönyve (MOME Doktori Iskola). 2009-ben megjelenik a Tiponaptár, a 20. századi magyar betűtervezőket bemutató kötete. 2010-ben történik az Ön itt áll – az infodesign könyv bemutatója a Scolar Kiadó és a Magyar Formatervezési Tanács rendezésében a Design Héten a Szép Magyar Könyv versenyen a minisztérium alkotói különdíját, a felsőoktatási és tudományos könyvek kategóriadíját, valamint a legszebb könyvborító díját nyeri el, a 2011. Design Hét Design Award finalistája.